# Mermești, Arad
Mermești este un sat în comuna Vârfurile din județul Arad, Crișana, România.
Localitatea se află în estul județului Arad, la 2 km de comuna Vârfurile, pe drumul european E79 Vârfurile–Oradea. Localitatea are un număr de 300 de locuitori de naționalitate română, de confesiune creștin ortodoxă.

## Vezi și
- Biserica de lemn din Mermești